# Pseudorhopalaea solitaris
Pseudorhopalaea solitaris is een zakpijpensoort uit de familie van de Diazonidae. De wetenschappelijke naam van de soort is voor het eerst geldig gepubliceerd in 1975 door Millar.